# Conseillers municipaux en Algérie
Les conseillers municipaux en Algérie étaient des indigènes algériens qui siégeaient aux assemblées communales durant la colonisation française dès le début de l'année 1919.
C'est après la fin de la Première Guerre mondiale qui avait vu la mobilisation de 172 019 jeunes Algériens sur les champs de bataille européens, que des promesses d'octroi de droits politiques avaient été données aux indigènes dont les pertes s'étaient élevées à 25 711 tués et 72 035 blessés. La France contracte à cette occasion une dette de sang, qu'elle essaiera de régler avec la loi du 4 février 1919[réf. nécessaire] (dite « loi Charles Jonnart »).
Cette nouvelle loi ouvre aux indigènes la porte de certains emplois subalternes de la fonction publique locale, quarante-quatre fonctions d'autorité expressément énumérées leur restant cependant interdites.
En outre, le corps électoral indigène est élargi pour concerner 10,5 % de la population indigène âgée de vingt-cinq ans et plus (soit 100 000 électeurs) pour les élections des conseils généraux ou des délégations financières, et 45 % de la population indigène (soit 425 000 électeurs) pour les élections des conseils municipaux des communes de plein exercice et des djemâas des communes mixtes ; les conseillers municipaux indigènes (dont le nombre est limité à un maximum de 12 élus, sans dépasser le tiers du total des élus) peuvent participer à l'élection du maire et de ses adjoints sans pour autant être éligibles à ces mandants.

## Département d'Alger

### Arrondissement d'Alger

#### Commune de Ménerville

##### 1919
|     | Prénom et nom           | Filiation           | Pseudonyme    | Village                | Naissance | Mort |
| 1er | Mohamed Seghir Boushaki | ben Mohamed ben Ali | Mouh Esseghir | Thala Oufella (Soumâa) | 1869      | 1959 |
| 2e  | Ahmed Bourenane         |                     |               |                        |           |      |
| 3e  | Mohamed Bouisri (ar)    |                     |               |                        |           |      |
| 4e  | Salem Mouhamou (ar)     |                     |               |                        |           |      |
| 5e  | Salem Anou              |                     |               |                        |           |      |
| 6e  |                         |                     |               |                        |           |      |

##### 1925
|     | Prénom et nom           | Filiation           | Pseudonyme    | Village                | Naissance | Mort |
| 1er | Mohamed Seghir Boushaki | ben Mohamed ben Ali | Mouh Esseghir | Thala Oufella (Soumâa) | 1869      | 1959 |
| 2e  | Ahmed Bourenane         | ben Lounès          |               | Gueddara               |           |      |
| 3e  | Mohamed Bouisri (ar)    |                     |               | Mraïel                 |           |      |
| 4e  | Mohamed Mahi            | ben Mohamed         |               | Aïth Hmadouche         |           |      |
| 5e  | Mohamed Fazez           | ben Slimane         |               | Aïth Amar              |           |      |
| 6e  | Ali Haddouche           | ben Mohamed         |               | Hdadcha                |           |      |
| 7e  | Salem Mouhamou (ar)     |                     |               |                        |           |      |
| 8e  | Salem Anou              |                     |               |                        |           |      |

##### 1929
|     | Prénom et nom          | Filiation  | Pseudonyme | Village            | Naissance | Mort |
| 1er | Mohamed Bouisri (ar)   |            |            | Mraïel             |           |      |
| 2e  | Salem Mouhamou (ar)    |            |            |                    |           |      |
| 3e  | Salem Anou             |            |            |                    |           |      |
| 4e  | Mohamed Bourenane (ar) | ben Lounès |            | Gueddara           |           |      |
| 5e  | Mohamed Maref          |            |            | Aït Ali Si Mebarek |           |      |
| 6e  | El Hadj Haddouche      |            |            | Hedadcha           |           |      |
| 7e  | Mohamed Mahi           |            |            | Aïth Hmadouche     |           |      |
| 8e  | Mohamed Fazez          |            |            | Aïth Amar          |           |      |

##### 1934
|     | Prénom et nom          | Filiation  | Pseudonyme | Village            | Naissance | Mort |
| 1er | Mohamed Bouisri (ar)   |            |            | Mraïel             |           |      |
| 2e  | Salem Mouhamou (ar)    |            |            |                    |           |      |
| 3e  | Salem Anou             |            |            |                    |           |      |
| 4e  | Mohamed Bourenane (ar) | ben Lounès |            | Gueddara           |           |      |
| 5e  | Mohamed Maref          |            |            | Aït Ali Si Mebarek |           |      |
| 6e  | El Hadj Haddouche      |            |            | Hedadcha           |           |      |
| 7e  | Mohamed Mahi           |            |            | Aïth Hmadouche     |           |      |
| 8e  | Mohamed Fazez          |            |            | Aïth Amar          |           |      |

##### 1935
|     | Prénom et nom           | Filiation           | Pseudonyme    | Village                | Naissance | Mort |
| 1er | Mohamed Seghir Boushaki | ben Mohamed ben Ali | Mouh Esseghir | Thala Oufella (Soumâa) | 1869      | 1959 |
| 2e  | Mohamed Bouisri (ar)    |                     |               | Mraïel                 |           |      |
| 3e  | Salem Mouhamou (ar)     |                     |               |                        |           |      |
| 4e  | Salem Anou              |                     |               |                        |           |      |
| 5e  | Mohamed Bourenane (ar)  | ben Lounès          |               | Gueddara               |           |      |
| 6e  | Mohamed Maref           |                     |               | Aït Ali Si Mebarek     |           |      |
| 7e  | El Hadj Haddouche       |                     |               | Hedadcha               |           |      |
| 8e  | Ali Redjouani           |                     |               | Redjaouna              |           |      |
| 9e  | Mohamed Mahi            |                     |               | Aïth Hmadouche         |           |      |
| 10e | Mohamed Fazez           |                     |               | Aïth Amar              |           |      |
| 11e | Ali Aoutou              |                     |               | Itoubal                |           |      |
| 12e | Belkacem Irinislimane   |                     |               | Mraïel                 |           |      |
| 13e | Mohamed Mezali          |                     |               | Mzala                  |           |      |
| 14e | Ahmed Hadhoum           |                     |               | Draâ Ben Hadhoum       |           |      |
| 15e | Mohamed Bouyahiaoui     |                     |               | Ouled Belhasnète       |           |      |
| 16e | Slimane Filkou          |                     |               | Candidat indépendant   |           |      |